# Hipposideros turpis
Hipposideros turpis är en fladdermusart som beskrevs av Outram Bangs 1901. Hipposideros turpis ingår i släktet Hipposideros och familjen rundbladnäsor. IUCN kategoriserar arten globalt som nära hotad. Inga underarter finns listade i Catalogue of Life. Wilson & Reeder (2005) skiljer mellan tre underarter.
Denna fladdermus har tre från varandra skilda populationer i östra Asien, en på de japanska Yaeyamaöarna, en i norra Vietnam och en i södra Thailand. Arten vistas i regioner med kalkstenskarst och varierande växtlighet. Individerna vilar i grottor och bildar kolonier med upp till 1000 medlemmar. Hipposideros turpis äter olika flygande insekter som skalbaggar, nattfjärilar, flygande myror och steklar.